# Róbert Antal
Róbert Antal (även Adler), född 21 juli 1921 i Budapest, död 1 februari 1995 i Toronto, var en ungersk vattenpolospelare. Han tog OS-guld 1952 med Ungerns landslag.
Antal spelade två matcher i den olympiska vattenpoloturneringen i Helsingfors. På den tiden spelade Antal för klubblaget MTK.